# Franz Weller
Franz Weller (* 5. Dezember 1901 in Schmargendorf; † 1994 in Köln) war ein deutscher Oberst der Bundeswehr.

## Leben
Franz Weller trat 1922 in die Reichswehr ein und kam zum Infanterie-Regiment 9. Von 1926 bis 1932 war er hier als Leutnant und Oberleutnant eingesetzt.
1939 war er als Hauptmann (Beförderung am 1. Oktober 1934) Chef der 12. (MG)-Kompanie des Infanterie-Regiments 54, wo er bereits mit der Einrichtung des Regiments im Oktober 1935 und u. a. während des Überfall auf Polen eingesetzt war. Am 22. Mai 1940 erhielt er mit seiner Versetzung das Eiserne Kreuz I. Klasse verliehen. Im Mai/Juni war er kurz im Stab des Regiments. Für einen Monat kam er nach Neuhammer auf einen Lehrgang, bevor er in den Stab des Grenadier-Ersatz-Regiments 213 versetzt wurde. Im Oktober 1940 kurz beim Grenadier-Ersatz-Regiment 359, war er bis Ende des gleichen Jahres wieder im Infanterie-Regiment 54. Hier war er bis Ende Oktober 1941 Bataillonskommandeur und erhielt für die Bataillonsführung am 4. September 1941 das Ritterkreuz des Eisernen Kreuzes verliehen. Vom 21. Oktober 1941 bis 11. Februar 1942 war er Kommandeur des Infanterie-Regiments 54 an der Ostfront. Im April 1942 wurde das Infanterie-Regiment zum Jäger-Regiment, welches Anfang Februar 1943 in Stalingrad vernichtet wurde. Es erfolgte unter dem Kommando von Weller direkt an der Front bei Schachty bzw. später in Kroatien aus den Resten eine Neuaufstellung des Infanterie-Regiments 51. Am 1. Dezember 1943 wurde er zum Oberst befördert. Am 18. Oktober 1944 wurde ihm für die Führung des Infanterie-Regiments 54 bzw. des Jäger-Regiments 54 als 626. Soldat der Wehrmacht das Eichenlaub zum Ritterkreuz des Eisernen Kreuzes verliehen.
Im April 1945 übernahm er die Infanterie-Division Friedrich Ludwig Jahn. Mit der Division verstärkte er die Armee Wenck im Raum Potsdam während der Kesselschlacht von Halbe.

Nach dem Krieg war er als Oberst in die Bundeswehr aufgenommen worden und hatte in Sonthofen einen Arbeitsstab für den Aufbau einer Infanterieschule eingerichtet. Unter seiner Führung wurde die Lehre und Ausbildung an dieser zukünftigen Schule vorbereitet. Als im Juli 1956 nach Abschluss des Einweisungslehrgangs in Hammelburg die Infanterieschule eröffnet wurde, war Weller erster Kommandeur der Einrichtung und blieb dies für ein Jahr. Im Spiegel wird er Mitte 1957 nach einer Besprechung zu Landbeschaffung für Bundeswehrzwecke mit der CSU-Bundestagsabgeordneten Dr. Maria Probst zitiert:
So bin ich seit meiner Rekrutenzeit von niemandem mehr fertiggemacht worden!
Rönnau schreibt in der Biographie zu Weller, dass dieser bzgl. einer Beförderung zum Brigadegeneral sowohl als geeignet, als auch als zu alt und schwunglos eingeschätzt wurde. Mehrere Vorgesetzte beriefen sich darauf, dass Weller ihnen zu kurz unterstellt war und sie damit ihn nicht abschließend einschätzen konnten. Ihm zugutegehalten wurden seine Auszeichnungen während des Zweiten Weltkriegs und sein Engagement bei dem Aufbau der Infanterieschule. Von der Abteilung III/C (1) 9 wurde er 1957 offiziell für eine Beförderung vorgeschlagen. Letztendlich wurde einer Beförderung nicht zugestimmt und er verlor die Position als Schulleiter. Um Weller aber doch eine Beförderungsmöglichkeit zu lassen, wurde er stellvertretender Divisionskommandeur. Weller verfasste eine Gegendarstellung, was aber keine Änderung seiner Situation erbrachte. Im Juni 1958 wurde er von Generalmajor Friedrich Foertsch erneut zur Beförderung vorgeschlagen. Zum Brigadegeneral wurde er aber bis zu seinem Ausscheiden 1962 nicht befördert.
Weller wurde stellvertretender Divisionskommandeur der 2. Panzergrenadierdivision. In dieser Zeit wechselte einmal das Divisionskommando ohne das er bei der Besetzung berücksichtigt wurde. Er blieb in dieser Position bis zu seiner Ablösung durch Brigadegeneral Fritz Berendsen bis April 1959. Anschließend war er bis Ende März 1962 Inspizient der Unteroffiziersausbildung.